# 哭一
摩羯座μ，又名BD-14 6149，HD 207958、SAO 164713、HR 8351，是摩羯座的一颗恒星，视星等为5.08，位于銀經41.88，銀緯-46.35，其B1900.0坐标为赤經21h 47m 50.7s，赤緯-14° -46.35′ 21″。